# 轟九十九滝
轟九十九滝（とどろきくじゅうくたき）は、徳島県海部郡海陽町にある王余魚谷川の滝。日本の滝百選、四国のみずべ八十八カ所に選定されている。

## 概要
海部川の支流で吉野丸（1119メートル）を源流とする王余魚谷川（かれいたにがわ）水域にある。轟九十九滝とは轟神社の周囲に点在する滝の総称で、九十九とは「多い」という意味である。
轟の滝（本滝、別名・王餘魚滝〈かれいだき〉）が主となる滝であり落差58メートルと徳島県一を誇る。轟神社の奥部にあり摂社の本滝神社のご神体である。毎年11月第2日曜日には秋祭りが行われ、御輿が滝壺に入る滝渡御（たきとぎょ）は祭の勇壮なクライマックスとなっている。
本滝の上部には、二重の滝、横見の滝、船滝、丸渕滝、鳥返滝、大烏小烏滝、三十三才滝、そして本滝より遊歩道を1500メートル登った地点に轟神社奥宮の鍋割神社ご神体である鍋割滝がある。
主要な滝は本滝も含めこの9滝であるが、他にも大小様々な滝がある。なお、最下部にある轟本滝から最上部の鍋割滝までの所要時間は片道徒歩約1時間である。

## アクセス
- JR牟岐線阿波海南駅より海陽町営バス平井線「轟神社」停留所下車、所要時間1時間。停留所より徒歩10分。
- 車の場合は、国道193号より中野トンネル南口手前を西進し途中の分岐を北進、無料駐車場あり。駐車場より徒歩10分。

## ギャラリー

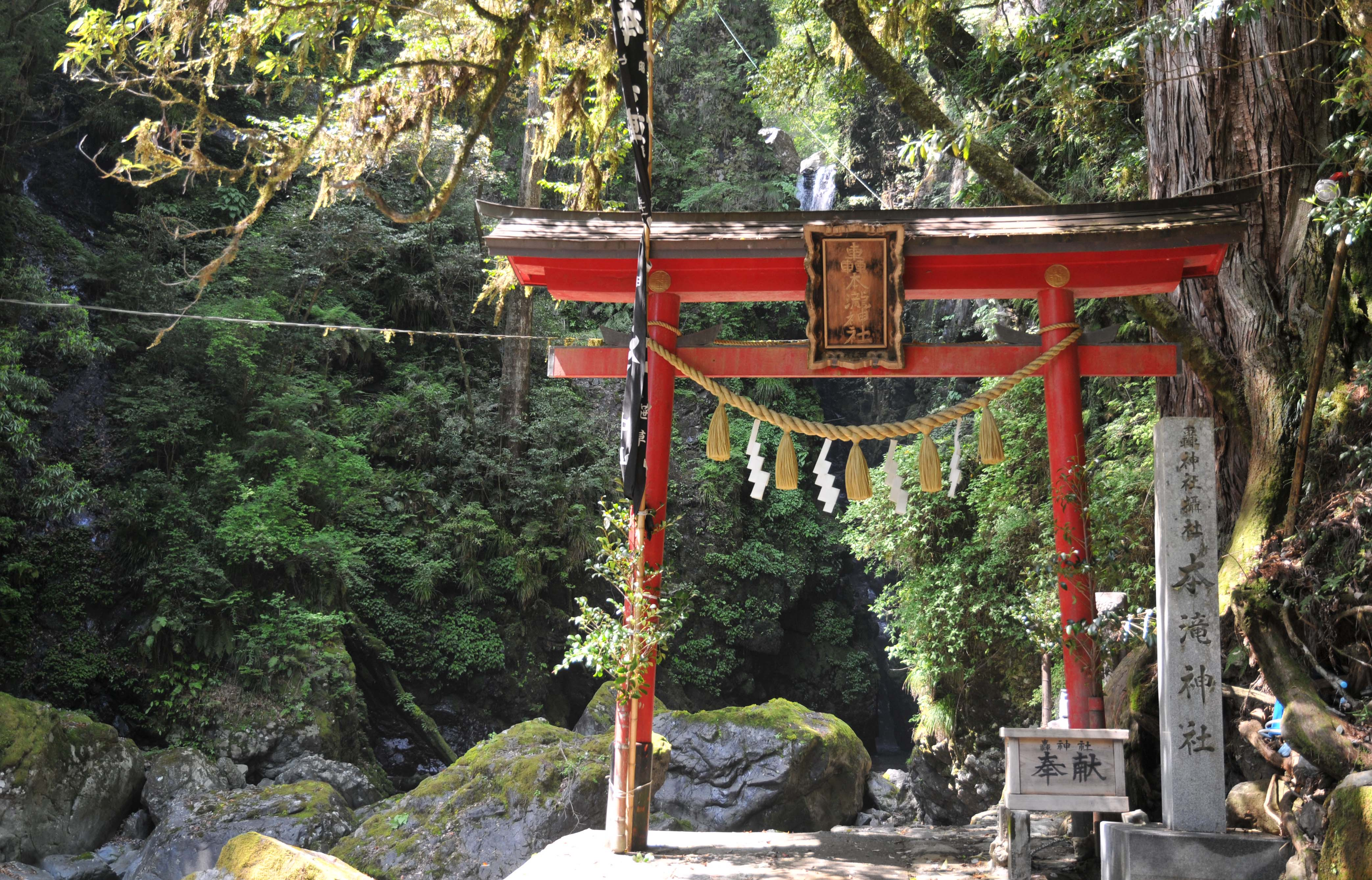
本滝神社
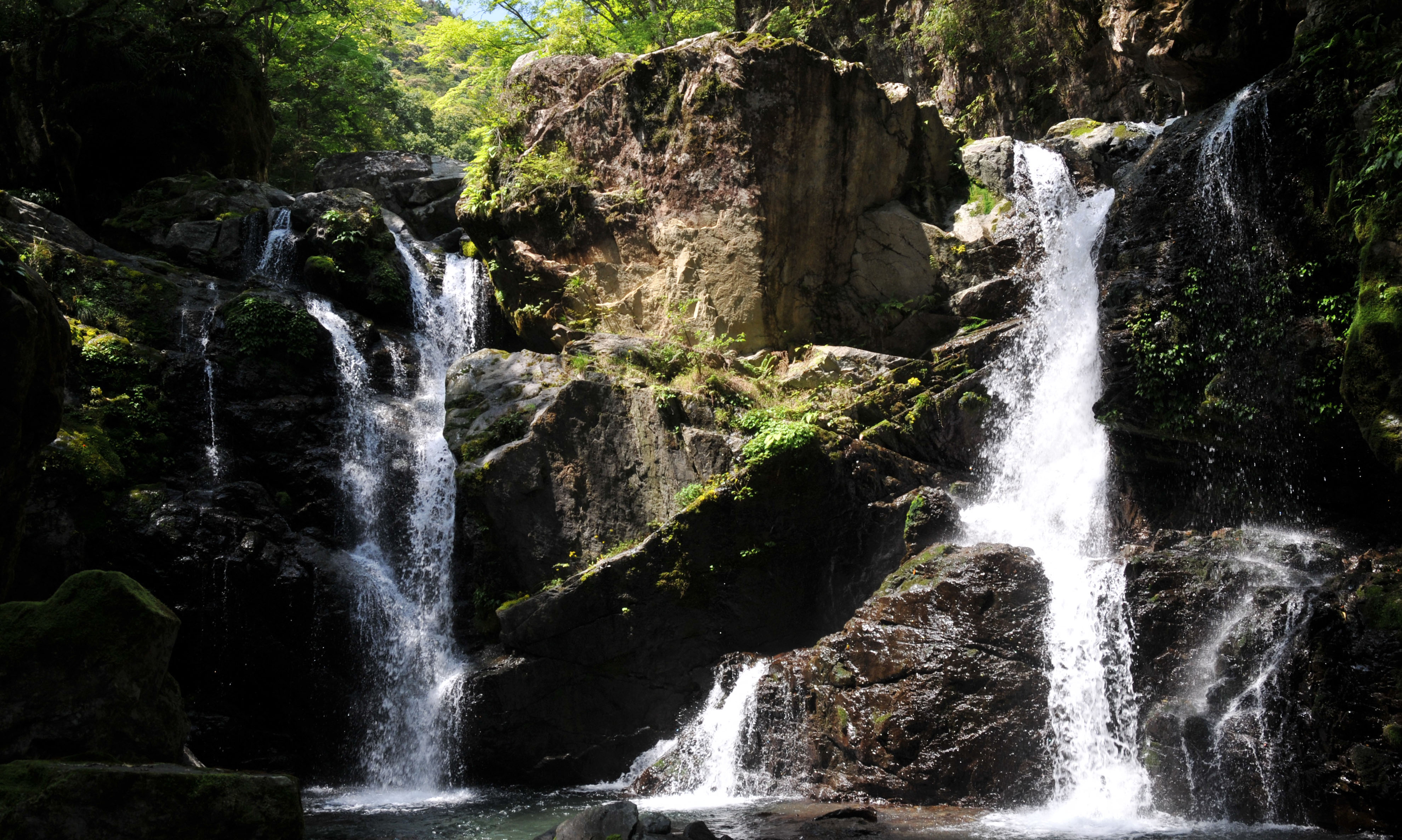
二重の滝
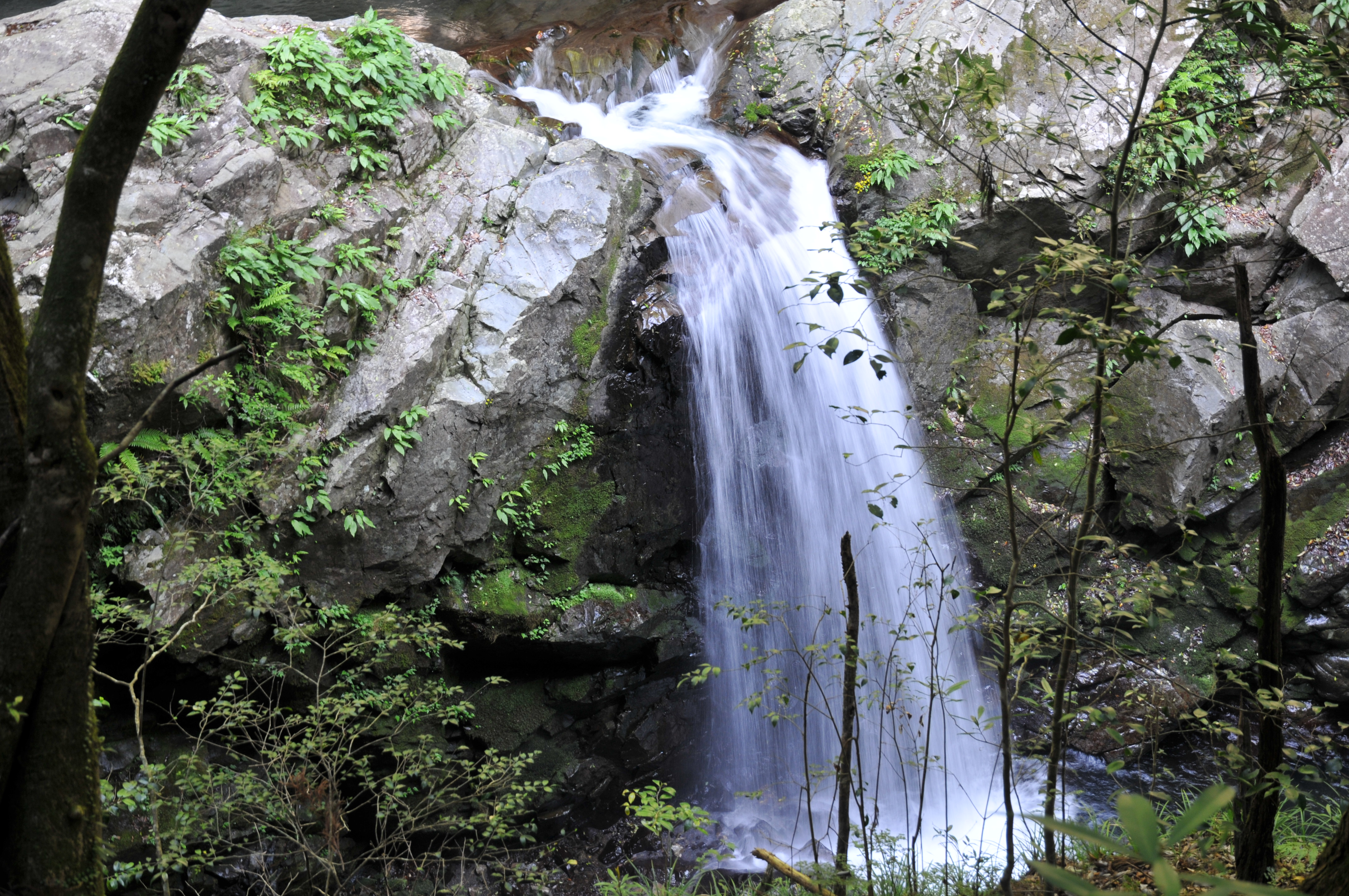
横見の滝
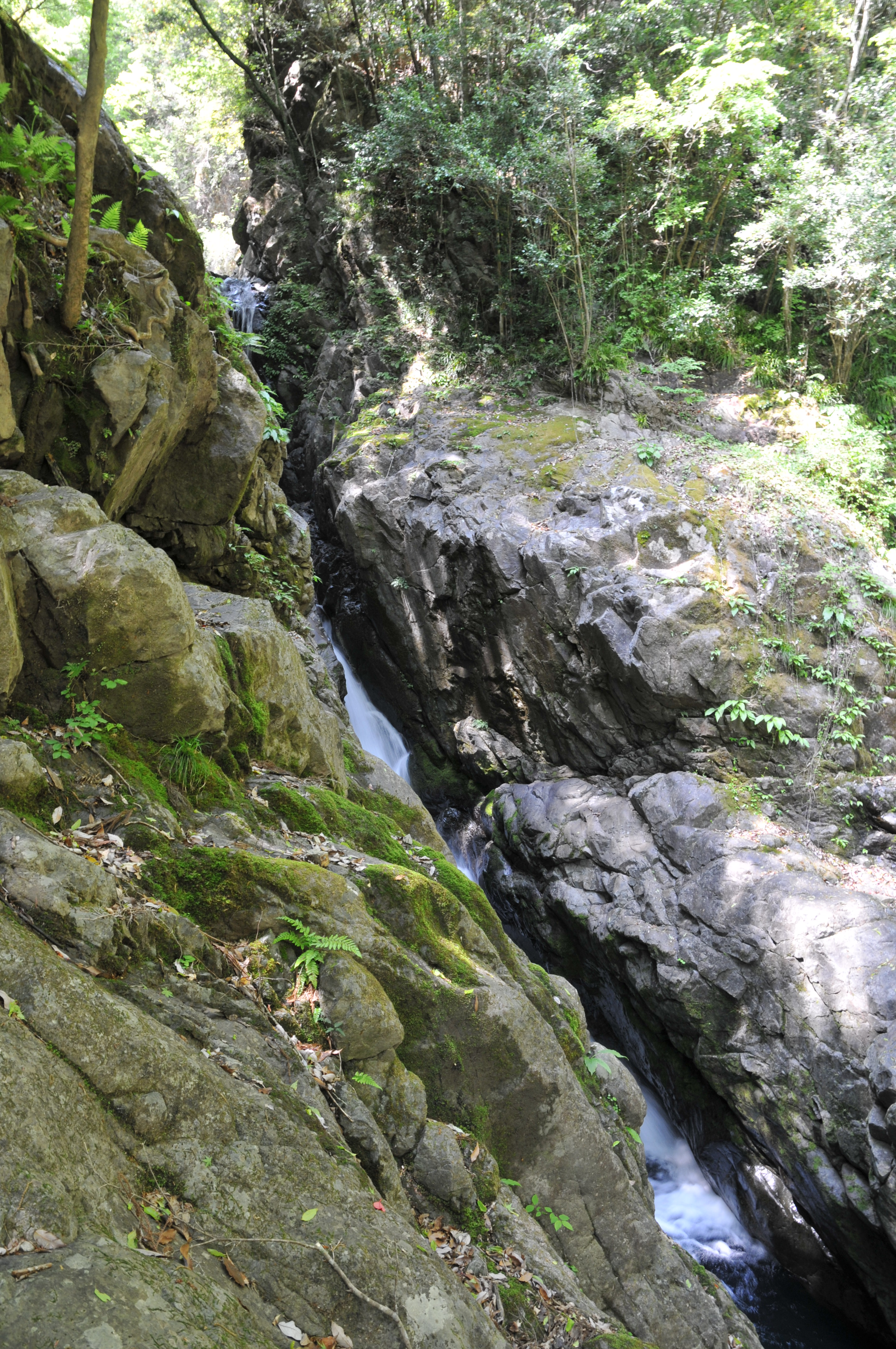
船滝
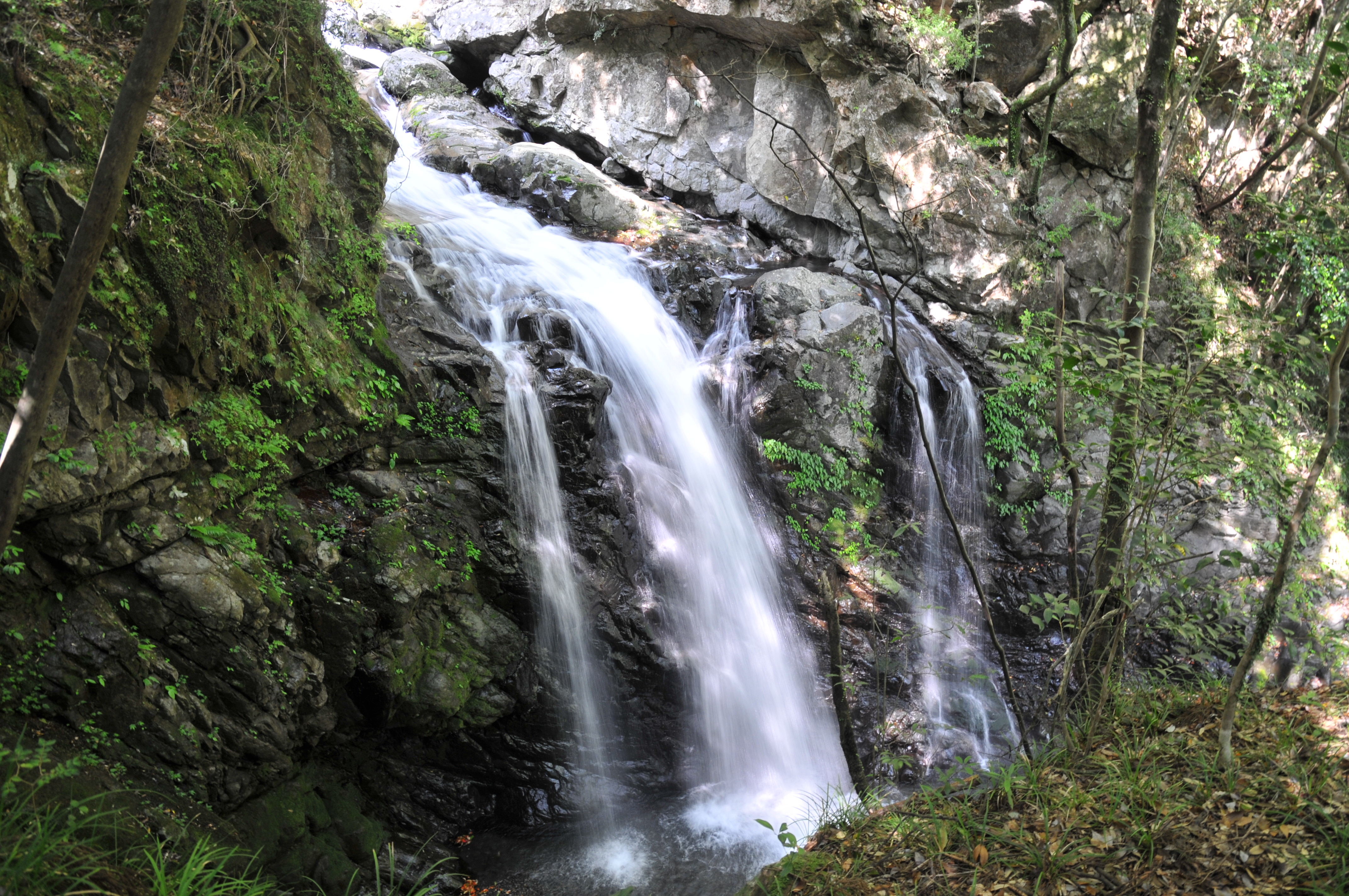
丸渕滝
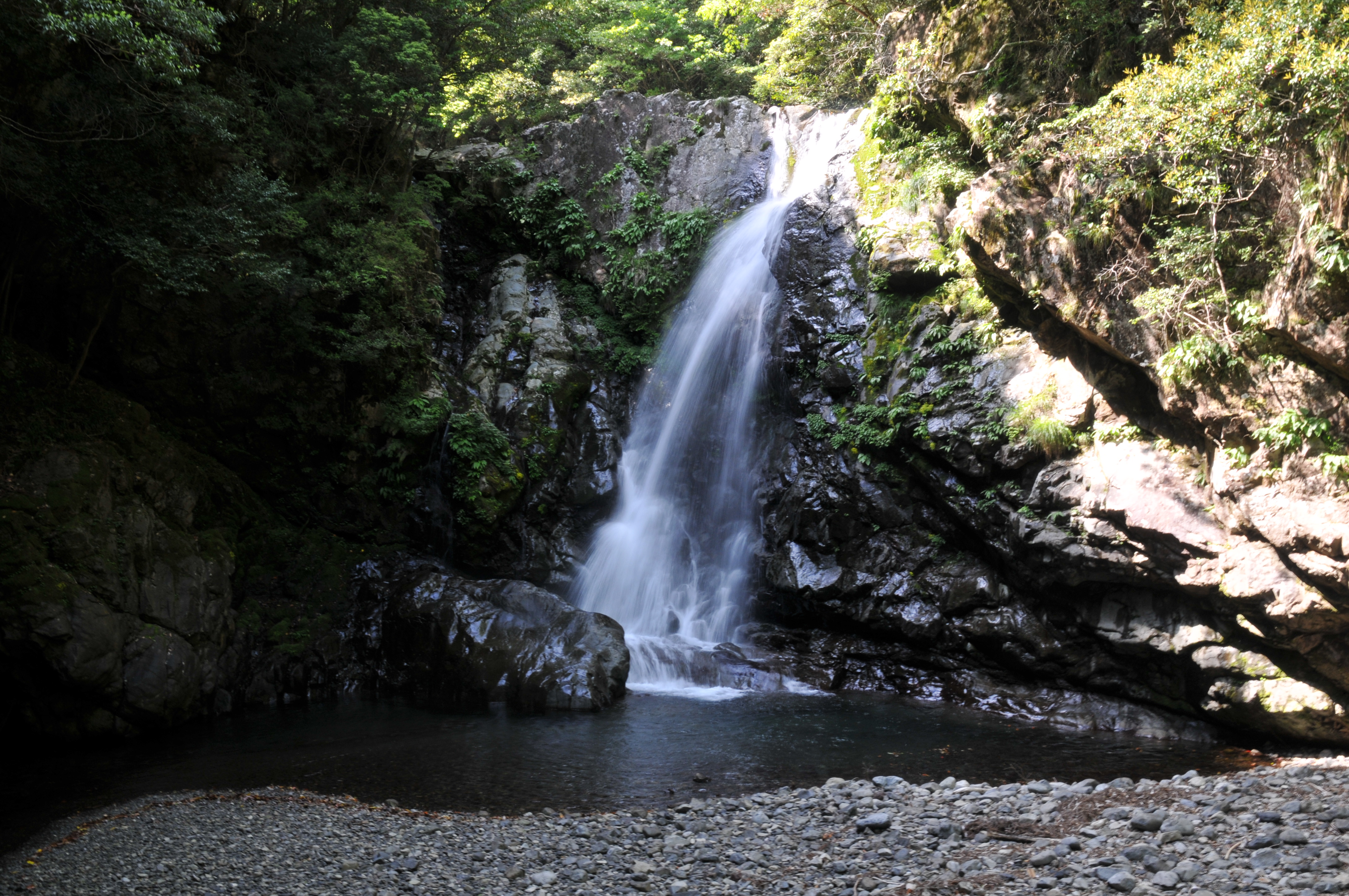
鳥返滝
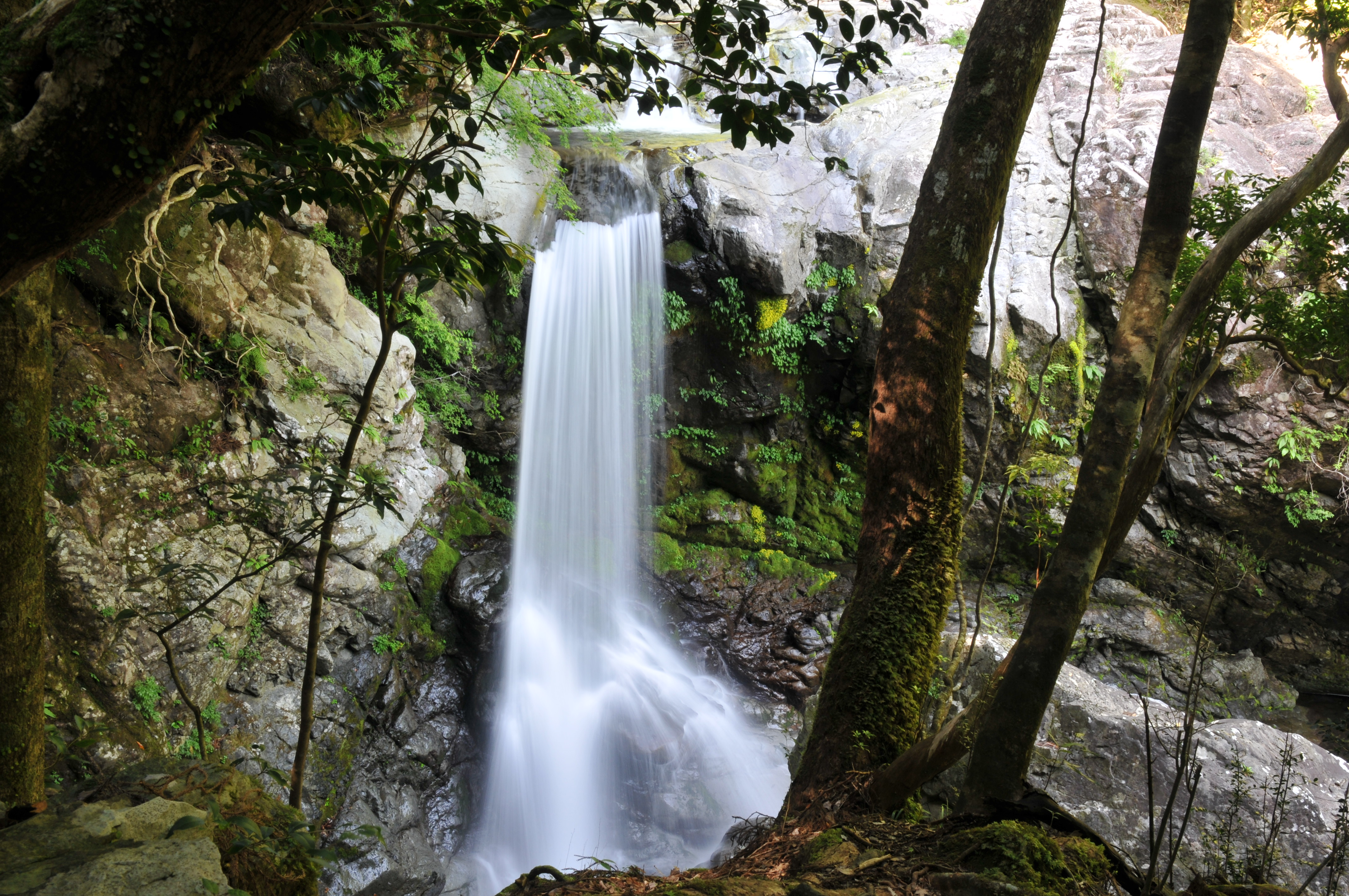
鍋割滝

## 周辺情報
- 轟神社
- 竜王寺